# Dorete Bloch
Dorete Bloch (14 juin 1943 à Rungsted - 28 février 2015 à Tórshavn) est une zoologiste danoise, ancienne directrice de Náttúrugripasavnið (Musée d'histoire naturelle des îles Féroé), éditrice de Fróðskaparrit et autrice de nombreux livres sur les animaux et les plantes des îles Féroé.

## Carrière
Dorete Bloch née à Rungsted, étudie à l'école cathédrale de Viborg jusqu'en 1962, puis intègre l'université d'Aarhus. Après avoir obtenu une maîtrise en zoologie en 1970, elle travaille à la station de recherche sur la faune de l'université à Kalø, où elle mène des recherches sur les lièvres et les cygnes tuberculés.
En 1974, elle déménage aux îles Féroé et est chargée de cours à l'Université des îles Féroé. En 1980, elle est promue directrice du département de zoologie. Elle reçoit un D.Phil. de l'Université de Lund en 1994 pour sa thèse An introduction to studies of the ecology and status of the long-finned pilot whale (Globicephala melas) off the Faroe Islands, 1986-1988, Globicephala melas. En 2001, elle est nommée professeur de zoologie à l'Université des îles Féroé. Ses recherches portent sur diverses espèces de la faune des îles Féroé, notamment des globicéphales noirs, des baleines à bec communes et des lièvres de montagne. Entre 2000 et 2004, elle participe à un projet utilisant des globicéphales noirs, marqués pour suivre leurs mouvements par satellite.
De 1995 à 2009, elle est directrice du Musée d'histoire naturelle des Féroé. Elle est rédactrice en chef de Fróðskaparrit et consultante spécialiste des oiseaux pour l'aéroport de Vágar.

## Vie privée
Dorete Bloch épouse Ólávus Danielsen (1927–1997). Ils vivent à Velbastaður, dans la municipalité de Tórshavn et ont un fils, Jónas Bloch Danielsen, un musicien qui a fondé le Studio Bloch à Torshavn.
Dorete Bloch meurt le 28 février 2015 à Tórshavn.

## Publications choisies
- Bloch, D., Jákupsson, B. and Arnskov, S. 1980. Faroese flowers. Tórshavn: Føroya Fróðskaparfelag
- Bloch, D., Aldenius, J. and Lindell, T. 1982. List to K. Hansen: Vascular Plants in the Faroes. Fróðskaparrit 30: 119–121.
- Bloch, D. and Sørensen, S. 1983. The autumn migration at Akraberg, Faroe Islands, 1982. Fróðskaparrit 31: 75–93.
- Bloch, D. and Sørensen, S. 1984. Yvirlit yvir Føroya fuglar. Tórshavn: Føroya Skúlabókagrunnur.
- Bloch, D. and Sørensen, S. 1988. Ferðafuglur. Tórshavn: Føroya Lærarafelag.
- Bloch, D. 1990. Studies of the long-finned pilot whale in the Faroe Islands, 1976–1986. Fróðskaparrit 38-39: 35–61.
- Bloch, D. 1990. A note on the occurrence of land planarians in the Faroe Islands. Fróðskaparrit 38–39: 63–68.
- Desportes, G., Andersen, L.W., Aspholm, P.E., Bloch, D. and Mouritsen, R. 1992. A note about a male-only pilot whale school observed in the Faroe Islands. Fróðskaparrit 40: 31–37.
- Desportes, G., Bloch, D., Andersen, L.W. and Mouritsen, R. 1992. The international research programme on the ecology and status of the long-finned pilot whale off the Faroe Islands: Presentation, results and references. Fróðskaparrit 40: 9–29.
- Baagøe, H. and Bloch, D. 1993. Bats (Chiroptera) in the Faroe Islands. Fróðskaparrit 41: 83–88.
- Bloch, D. and Mourier, H. 1993. Pests recorded in the Faroe Islands, 1986–1992. Fróðskaparrit 41: 69–82.
- Kaaber, S., Gjelstrup, P., Bloch, D. and Jensen, J.-K. 1993. Invasion af admiralen (Vanessa atalanta L.) og andre sommerfugle på Færøerne i 1992. Fróðskaparrit 41: 125–149.
- Bloch, D., Kristiansen, A. and Rasmussen, S. 1994 Jóannes í Króki 200 ár. Tórshavn: Føroya Froðskaparfelag
- Bloch, D., Jensen, J-K. and Olsen, B. 1996. Listi yvir fuglar sum eru sæddir í Føroyum. Torshavn: Føroya Náttúrugripasavn
- Bloch, D. and Enckell, P.H. (eds.). 1998 Proceedings from: Environmental change in North Atlantic Islands Tórshavn, Faroe Islands, 17–20 May 1998. Tórshavn: Føroya Fróðskaparfelag
- Bloch, D. and Fuglø, E. 1999. Villini súgdjór í Útnorðri Tórshavn: Føroya Skúlabókagrunnur.
- Bloch, D. and Náttúrugripasavn, F. 2000 Færøernes grindefangst med en tilføjelse om døglingefangsten Tórshavn: Føroya Náttúrugripasavn
- Bloch, D. and Sneli, J-A. 2005. The marine mollusca of the Faroes. Tórshavn :Fróðskaparfelag Føroya
- Bloch, D. 2007. Pilot whales and the whale drive in the Faroes. Tórshavn: H.N. Jacobsens.

## Récompenses
- 1969 - Médaille d'or de l'Université d'Aarhus
- 1999 - Mentanarvirðisløn MA Jacobsen (Prix culturel MA Jacobsens) en littérature pour le livre Villini súgdjór í Útnorðri[2].
- 2012 - Miðlaheiðurslønin (Faroe Media Prize) pour diffusion publique[4].